# Diadoque de Photicé
Pour les articles homonymes, voir Diadoque (homonymie).
Diadoque de Photicé (Διάδοχος Φωτικής) est un des auteurs ascétiques incorporés à la Philocalie. Il fut évêque de Photicé, en Épire, jusqu'à une date située entre 467 et 474.
Photicé, identifiable à des ruines près de Paramythia en Grèce, est un ancien évêché de la province romaine d'Épire dans le diocèse civil de Macédoine. Comme tous les sièges épiscopaux de la préfecture du prétoire d'Illyricum, l'évêché de Photicé a fait partie de patriarcat de Rome jusqu'au milieu du VIIIe siècle, avant d'être soumis au patriarcat œcuménique de Constantinople.

## Vie
Né vers 400, il prit part au concile de Chalcédoine en 451, où son nom apparaît  sous la forme Didachus de Phocas. Il semble avoir fait partie d'un groupe de notables d'Épire qui ont été capturés lors d'un raid des Vandales entre 467 et 474. Les otages furent relâchés plus tard en Afrique du Nord, près de Carthage, d'où l'on perd leurs traces. On ignore donc la date exacte de sa mort.
Bien que ne figurant pas comme saint au Synaxaire, il est commémoré le 29 mars.

## Œuvres
Saint Diadoque de Photicé fut, selon le mot de Meyendorff, « l'un des grands popularisateurs de la spiritualité du désert dans le monde byzantin ». Ses écrits et sa pratique ont été influencés par Évagre du Pont et saint Macaire le Grand, intégrant leurs idées sur l'hésychia, l'expérience sensible directe, et le combat contre les démons.
Les érudits ont reconnu son influence sur les saints byzantins ultérieurs tels que Maxime le Confesseur, Jean Climaque, Syméon le Nouveau Théologien et en général le mouvement hésychaste du XIVe siècle à l'image des moines du mont Athos développant la pratique de la prière de Jésus.  
Il est aussi connu en Occident latin grâce à Pomerius (De vita contemplativa) et saint Césaire d'Arles.